# Ezelheim

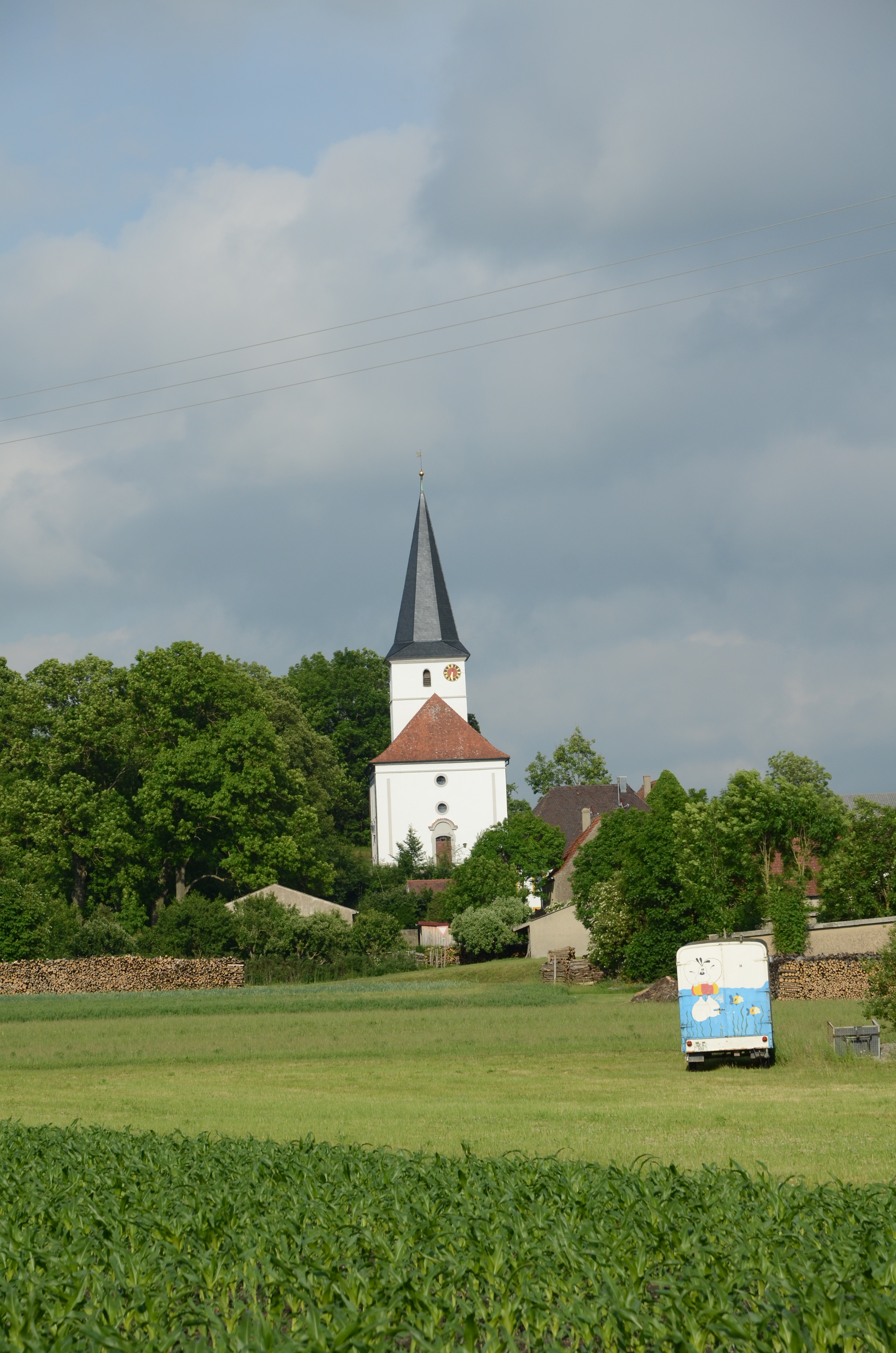
St. Leonhard

Ezelheim (fränkisch: Edsla) ist ein Gemeindeteil des Marktes Sugenheim im Landkreis Neustadt an der Aisch-Bad Windsheim (Mittelfranken, Bayern). Die Gemarkung Ezelheim hat eine Fläche von 6,987 km². Sie ist in 543 Flurstücke aufgeteilt, die eine durchschnittliche Fläche von 12851,42 m² haben.

## Geografische Lage
Das Pfarrdorf liegt am nördlichen Ufer der Kleinen Ehe, eines linken Zuflusses des Ehebachs. 0,75 km nordwestlich des Ortes liegt das Flurgebiet Hölle, im Süden jenseits der Kleinen Ehe liegen die Heckenäcker. 0,75 km nordöstlich liegt das Waldgebiet Lohholz. Die Kreisstraße NEA 31 führt entlang des Tales der Kleinen Ehe hinauf nach Ingolstadt (1,7 km nordwestlich) bzw. über die Hügel nach Sugenheim zur Staatsstraße 2253 (3 km nordöstlich). Eine Gemeindeverbindungsstraße führt nach Neundorf (2,6 km nördlich).

## Geschichte
Ezelheim wurde als Haufendorf in einer Gewannflur angelegt. Der Ort wurde in einer Urkunde, die im Zeitraum von ca. 750 bis 802 entstand, als „Ezelenheim“ erstmals erwähnt. In der Gründungsurkunde des Benediktinerklosters Megingaudshausen aus dem Jahr 816 wurde der Ort „Hezzelenheim“, 918 „Hetzelheim“ und in der Folgezeit meist „Ezelnheim“, 1472 erstmals „Etzelheim“ genannt. Das Bestimmungswort  des Ortsnamens ist Ezzelo, der Personenname des Siedlungsgründers.
Gegen Ende des 18. Jahrhunderts gab es in Ezelheim 52 Anwesen. Das Hochgericht, das auch vom Cent Markt Bibart des Hochstifts Würzburg beansprucht wurde, übte die Herrschaft Sugenheim aus. Die Dorf- und Gemeindeherrschaft hatte die Herrschaft Sugenheim. Grundherren waren die Herrschaft Sugenheim (5 Höfe, 17 Güter, 16 Gütlein, 4 Häuser, 2 Mühlen, Pfarrhaus, Kirche, Gemeindehaus, Feuerhaus, Schafhaus, 2 Hirtenhäuser) und die Reichsstadt Windsheim (2 Güter).
Im Jahre 1810 kam Ezelheim an das Königreich Bayern. Im Rahmen des Gemeindeediktes wurde es 1811 dem Steuerdistrikt Sugenheim und 1813 der Ruralgemeinde Sugenheim zugeschlagen. Mit dem Zweiten Gemeindeedikt (1818) entstand die Ruralgemeinde Ezelheim. Sie war in Verwaltung und Gerichtsbarkeit dem Landgericht Windsheim zugeordnet und in der Finanzverwaltung dem Rentamt Ipsheim. Die freiwillige Gerichtsbarkeit und die Ortspolizei übte jedoch bis 1848 das Patrimonialgericht Sugenheim aus. Am 3. Juli 1838 wurde die Gemeinde an das Landgericht Markt Bibart und das Rentamt Iphofen abgegeben. Ab 1862 gehörte Ezelheim zum Bezirksamt Scheinfeld (1939 in Landkreis Scheinfeld umbenannt) und ab 1879 zum Rentamt Markt Bibart (1919–1929: Finanzamt Markt Bibart, 1929–1972: Finanzamt Neustadt an der Aisch, seit 1972: Finanzamt Uffenheim). Die Gerichtsbarkeit blieb bis 1879 beim Landgericht Markt Bibart, von 1880 bis 1973 war das Amtsgericht Scheinfeld zuständig, seitdem ist es das Amtsgericht Neustadt an der Aisch. Die Gemeinde hatte 1964 eine Gebietsfläche von 6,983 km².
Am 1. Januar 1972 wurde Ezelheim im Zuge der Gebietsreform in Bayern nach Sugenheim eingegliedert.

### Baudenkmäler
In Ezelheim gibt es acht Baudenkmäler:
- Haus Nr. 3: Schulhaus
- Haus Nr. 11: untere Mühle
- Haus Nr. 14: Fachwerkwohnstallhaus
- Haus Nr. 41: Fachwerkwohnstallhaus
- Haus Nr. 47: ehemaliges Schulhaus
- Haus Nr. 52: Satteldachhaus
- Haus Nr. 53: Pfarrhaus
- Haus Nr. 63: evangelisch-lutherische Pfarrkirche St. Leonhard

ehemalige Baudenkmäler
- Haus Nr. 13: erdgeschossiges Wohnstallhaus, erste Hälfte des 19. Jahrhunderts; Fachwerkbau mit vierachsigem Giebel zur Straße; ähnlich die Häuser Nr. 24, 28, 29, 32, 36, 46[16]
- Haus Nr. 31: zweigeschossiges Wohnstallhaus, 17./18. Jahrhundert; Erdgeschoss massiv, verputzt, drei zu fünf Achsen, Obergeschoss Fachwerk, auf reich profiliertem hölzernem Gurtgesims; an den Seiten struktives Fachwerk, an der Straßenfront reicher ausgebildet mit Mannfiguren und Andreaskreuzen; das Walmdach steht über der derb profilierten Traufe vor[16]
- Haus Nr. 33: ehemalige Mühle; stattliches zweigeschossiges Fachwerkhaus, verputzt, von fünf zu vier Achsen im Wohnteil, zweite Hälfte des 18. Jahrhunderts, zwei Fenster der Traufseite mit ursprünglichen Gittern[16]

### Bodendenkmäler
In der Gemarkung Ezelheim gibt es ein Bodendenkmal.

### Einwohnerentwicklung
| Jahr      | 1818   | 1840   | 1852   | 1855   | 1861   | 1867   | 1871   | 1875   | 1880   | 1885   | 1890   | 1895   | 1900   | 1905   | 1910   | 1919   | 1925   | 1933   | 1939   | 1946   | 1950   | 1952   | 1961   | 1970   | 1987   | 2014  |
| Einwohner | 286    | 319    | 312    | 318    | 298    | 303    | 316    | 299    | 325    | 333    | 313    | 300    | 284    | 257    | 262    | 259    | 235    | 215    | 211    | 355    | 311    | 276    | 194    | 184    | 174    | 154   |
| Häuser    | 61     | 56     |        |        |        |        | 61     | 60     |        | 61     |        |        | 59     |        |        |        | 54     |        |        |        | 54     |        | 54     |        | 45     |       |
| Quelle    | [ 18 ] | [ 19 ] | [ 20 ] | [ 20 ] | [ 21 ] | [ 22 ] | [ 23 ] | [ 24 ] | [ 25 ] | [ 26 ] | [ 27 ] | [ 20 ] | [ 28 ] | [ 20 ] | [ 29 ] | [ 20 ] | [ 30 ] | [ 20 ] | [ 20 ] | [ 20 ] | [ 31 ] | [ 20 ] | [ 12 ] | [ 32 ] | [ 33 ] | [ 2 ] |

## Religion
Der Ort ist seit der Reformation evangelisch-lutherisch geprägt und bis heute nach St. Leonhard (Ezelheim) gepfarrt. Die Einwohner römisch-katholischer Konfession sind nach Mariä Himmelfahrt (Ullstadt) gepfarrt.

## Persönlichkeiten
- Julius Hanemann (1858–1939), Pfarrer und Botaniker[34]
- Hans Bibelriether (1933–2025), Förster und Naturschützer